# Schwickertzhausen

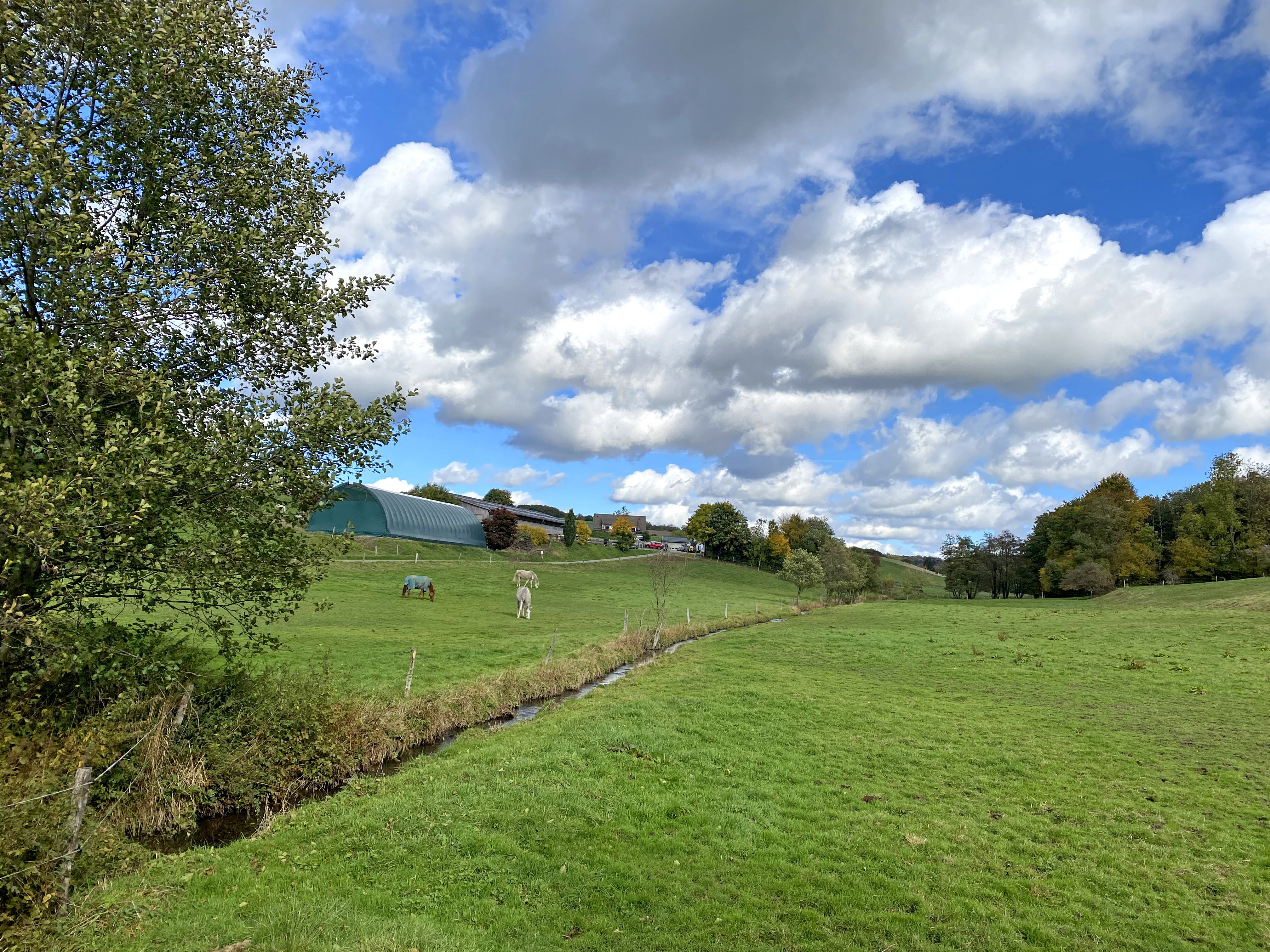
Reiterhof – Bever

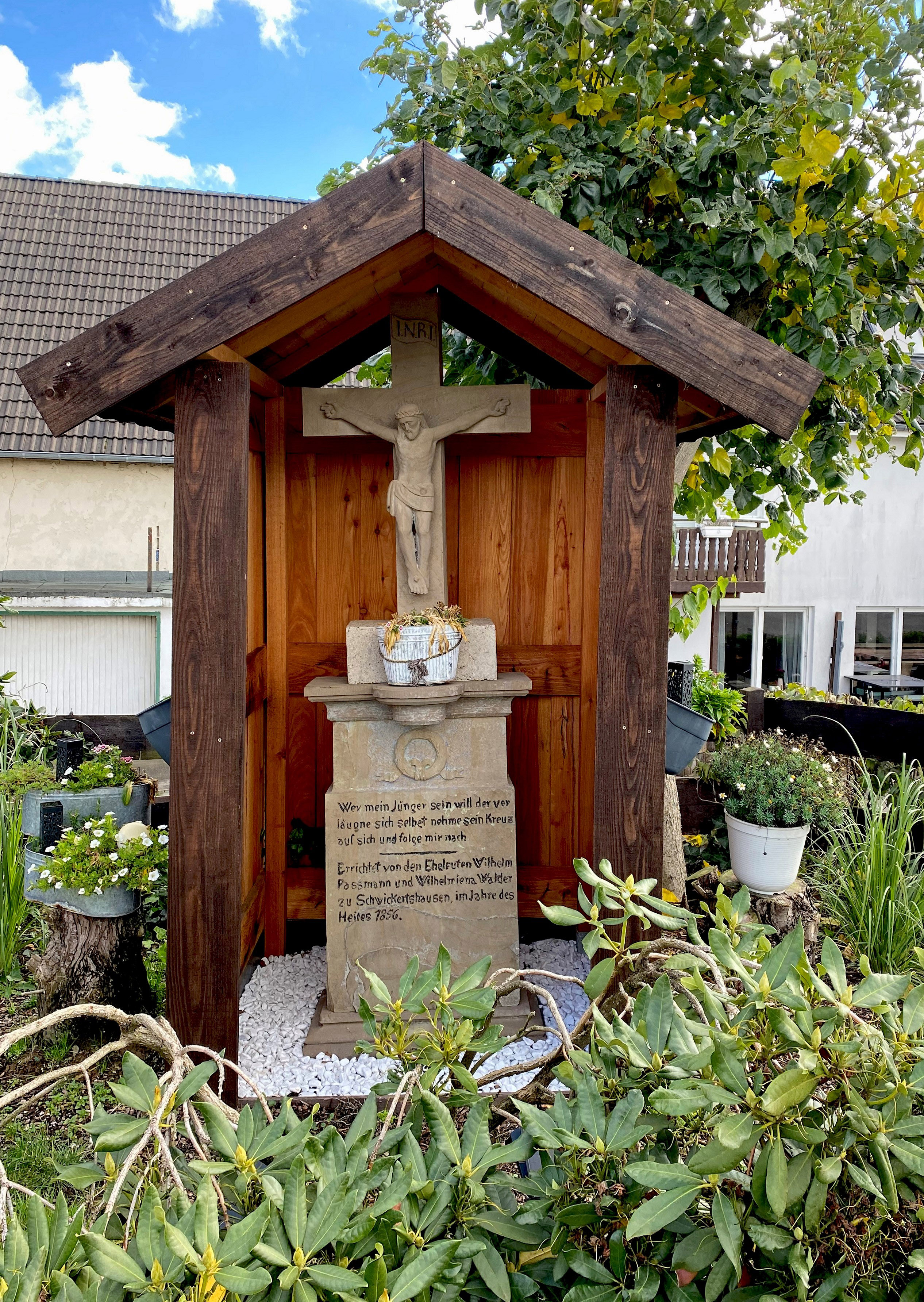
Baudenkmal Wegekreuz (1856)

Schwickertzhausen ist eine Hofschaft von Wipperfürth im Oberbergischen Kreis im Regierungsbezirk Köln in Nordrhein-Westfalen (Deutschland).

## Lage und Beschreibung
Schwickertzhausen liegt im Norden von Wipperfürth. Nachbarorte sind  Bruch, Ahlhausen, Güttenhausen, Birkenbaum und Egen. Der Hungertaler Bach und der Kortmannssiepen münden bei der Hofschaft in die Bever.
Erreichen kann man Schwickertzhausen auf Wipperfürther Stadtgebiet über die Kreisstraße K13 und einige über das Dorf Egen führende Kleinstraßen.
Über die in 350 m Entfernung gelegene Bushaltestelle Ahlhausen besteht durch die Linie 337 (VRS/OVAG) eine Anbindung an den öffentlichen Personennahverkehr.
Noch heute wird das Ortsbild von zwei landwirtschaftlichen Betrieben geprägt. Als Nebenerwerbshof produziert und vermarktet einer der beiden Höfe heute ausschließlich Vieh für den Fleischbedarf.
Auf dem noch verbliebenen Vollerwerbshof hat man die Milchproduktion ebenfalls eingestellt und stattdessen komplett auf Pferdehaltung umgestellt.

## Geschichte
1487 wurde der Ort erstmals urkundlich erwähnt. Ein Einwohner von „Swickershuyss“ wird in einer Darlehensliste für Herzog Wilhelm III. aufgeführt.
Noch Anfang des 19. Jahrhunderts hat es eine mit Wasserkraft angetriebene Säge gegeben. Der Ober- und der Untergraben dienten zusätzlich zur Wiesenbewässerung der unterhalb davon liegenden Flächen.
Im Jahre 1856 wurde vor dem Hof Schwickertzhausen 1 ein aus Sandstein gefertigtes Wegekreuz errichtet, das heute unter Denkmalschutz gestellt ist.

## Wanderwege
Ein mit dem Wanderzeichen A2 gekennzeichneter Rundweg verläuft durch den Ort. Der etwa 5 km lange Weg wird vom Sauerländischen Gebirgsverein ausgeschildert und hat seinen Ausgangs- und Zielpunkt am Wanderparkplatz des in 1,0 km Entfernung liegenden Dorfes Wipperfürth-Egen.